# Grünbach (Gemeinde Rappottenstein)
Grünbach ist eine Ortschaft und eine Katastralgemeinde der Gemeinde Rappottenstein im Bezirk Zwettl in Niederösterreich.

## Geografie
Das Dorf liegt westlich von Rappottenstein an einem Zufluss zum Großen Kamp. Durch den Ort führt die Königswiesener Straße, von der die Landesstraße L7309 abzweigt. Zur Ortschaft zählen auch der Lebzelterhof und der Redlinghof.

## Siedlungsentwicklung
Zum Jahreswechsel 1979/1980 befanden sich in der Katastralgemeinde Grünbach insgesamt 22 Bauflächen mit 13.633 m² und 10 Gärten auf 4.571 m², 1989/1990 gab es 22 Bauflächen. 1999/2000 war die Zahl der Bauflächen auf 90 angewachsen und 2009/2010 bestanden 50 Gebäude auf 91 Bauflächen.

## Geschichte
Der Ort wurde 1400 zum ersten Mal schriftlich als Grünenpach erwähnt.
Im Jahr 1822 wurde der Ort als Dorf mit acht Häusern genannt, das nach Rappottenstein eingepfarrt war, wohin auch die Kinder eingeschult wurden. Die Herrschaft Rappottenstein besaß die Ortsobrigkeit, übte die Landgerichtsbarkeit aus, besorgte die Konskription und hatte zusammen mit der Herrschaft Weitra und der Herrschaft Rosenau die Grundherrschaft inne.
Mit der Aufhebung der Grundherrschaften wurde der Ort 1849 eine Katastralgemeinde der Gemeinde Rappottenstein, zu ihr gehörte auch der Hof Redlinghof.
Bereits 1927 erfolgte die Elektrifizierung des Ortes durch das Elektrizitätswerk „Paradies“, die Ortsbeleuchtung wurde aber erst 1972 in Betrieb genommen. 1959 wurde im Ort eine Kanalisation errichtet, ab 1964 wurden die Straßen im Ort asphaltiert.
Laut Adressbuch von Österreich waren im Jahr 1938 in der Ortsgemeinde Grünbach ein Wagner und mehrere Landwirte ansässig.

## Bodennutzung
Die Katastralgemeinde ist landwirtschaftlich geprägt. 160 Hektar wurden zum Jahreswechsel 1979/1980 landwirtschaftlich genutzt und 123 Hektar waren forstwirtschaftlich geführte Waldflächen. 1999/2000 wurde auf 153 Hektar Landwirtschaft betrieben und 129 Hektar waren als forstwirtschaftlich genutzte Flächen ausgewiesen. Ende 2018 waren 138 Hektar als landwirtschaftliche Flächen genutzt und Forstwirtschaft wurde auf 132 Hektar betrieben. Die durchschnittliche Bodenklimazahl von Grünbach beträgt 16,1 (Stand 2010).